# Султанай (Пермский край)
Султанай — село в Бардымском районе Пермского края на реке Тулва. Входит в состав Сарашевского сельского поселения. Находится примерно в 15 км к юго-востоку от центра села Барда.

## Население
По результатам переписи 2010 года численность населения составила 411 человек, в том числе 183 мужчины и 228 женщин.
В 2005 году численность населения составляла 475 человек.
В 1926 году в селе проживало 951 башкир и 7 русских.

## Известные уроженцы
- Мансуров Мухаммадгата — религиозный и общественный деятель, ишан, просветитель, предприниматель и меценат. Представитель башкирского княжеского рода. Императором Николаем II ему был пожалован титул генерала.